# UFC Fight Night: Smith vs. Rakić
UFC Fight Night: Smith vs. Rakić (também conhecido como UFC Fight Night 175 e UFC on ESPN+ 33) foi um evento de MMA produzido pelo Ultimate Fighting Championship no dia 29 de agosto de 2020, no UFC Apex em Las Vegas, Nevada.

## Background
Uma luta para o definir o próximo desafiante ao cinturão dos penas do UFC entre Yair Rodríguez e Zabit Magomedsharipov era esperada para servir como luta principal da noite. Entretanto, Rodríguez teve que se retirar da luta devido a uma lesão e a luta foi removida do card.
Em 15 de Agosto, foi anunciado que uma luta no peso meio pesado entre Anthony Smith e Aleksandar Rakić é esperada para a luta principal de três rounds.
Emily Whitmire era esperada para enfrentar Polyana Viana no UFC 248: Adesanya vs. Romero. Entretanto, Whitmire teve que se retirar da luta após ser hospitalizada durante o corte de peso. A luta foi remarcada para este evento.
Uma luta no peso pena entre Ricardo Lamas e Ryan Hall foi marcada para Maio deste ano. Porém, o evento foi cancelado devido à pandemia do coronavírus e a luta foi adiada. Foi remarcada para este evento. Entretanto, Hall teve que se retirar da luta uma semana antes do evento por motivos desconhecidos. Ele foi substituído por Bill Algeo.
Uma luta nos meio-médios entre Neil Magny e Geoff Neal foi marcada para este evento. Entretanto, Neal teve que se retirar da luta em 9 de agosto devido a uma pneumonia. Ele foi substituído por Robbie Lawler.
Uma revanche nos meio-pesados entre Magomed Ankalaev e Ion Cuțelaba é esperada para ocorrer neste evento. Eles lutaram no UFC Fight Night: Benavidez vs. Figueiredo, onde Ankalaev venceu por nocaute de forma controversa.

## Bônus da Noite
Os lutadores receberam $50.000 de bônus:
- Luta da Noite:  Ricardo Lamas vs.  Bill Algeo
- Performance da Noite:  Mallory Martin e  Sean Brady